# Specie italiane di Carduus
La voce elenca le specie italiane del genere Carduus.

## Elenco delle specie italiane diCarduus
Il seguente elenco è tratto dalla ”Flora d'Italia” di Sandro Pignatti Seconda edizione (2018).
- Carduus acanthoides L., 1831 - Cardo branca-orsino
- Carduus acicularis  Bertol., 1829 - Cardo con brattee aghiformi
- Carduus affinis  Guss., 1826 - Cardo abruzzese
- Carduus argyroa  Biv., 1813 - Cardo argiroa
- Carduus carduelis  (L.) Gren., 1864 - Cardo frizzolato
- Carduus carlinifolius Lam. - Cardo alpino
- Carduus cephalanthus  Viv., 1824 - Cardo agglomerato
- Carduus chrysacanthus  Ten., 1825 – Cardo appenninico
- Carduus collinus  Waldst. & Kit., 1808 - Cardo collinare
- Carduus corymbosus  Ten., 1811 - Cardo corimboso
- Carduus crispus  L., 1753 - Cardo crespo
- Carduus defloratus  L., 1759 - Cardo dentellato
- Carduus fasciculiflorus  Viv., 1825 - Cardo sardo-corso
- Carduus hamulosus Ehrh. - Cardo uncinato
- Carduus litigiosus  Nocca & Balb., 1821 - Cardo controverso
- Carduus nigrescens  Vill., 1779 - Cardo scuro
- Carduus nutans  L., 1753 - Cardo rosso
- Carduus personata  (L.) Jacq., 1776 - Cardo personato
- Carduus pycnocephalus  L., 1763 - Cardo saettone
- Catduus sardous DC. - Cardo di Sardegna
- Carduus tenuiflorus  Curtis, 1789 - Cardo minore

Specie italiane presenti in altre checklist:
| Specie | Flora d'Italia (2ª ed.)                                          |
| --- | ---------------------------------------------------------------- |
| C. aemilii Briq. & Cavill., 1931(sinonimo di C. nigrescens subsp. aemilii (Briq. & Cavill.) B.P.R.Chéron) |                                                                  |
| C. arabicus Jacq. ex Murray, 1784                                                                         | C. pycnocephalus subsp. marmoratus (Boiss. et Heldr.) P.H. Davis |
| C. australis L. f. subsp. marmoratus (Boiss. et Heldr.) Kazmi                                             | C. pycnocephalus subsp. marmoratus (Boiss. et Heldr.) P.H. Davis |
| C. macrocephalus Desf., 1799                                                                              | C. nutans subsp. macrocephalus (Desf.) Nyman                     |
| C. membranaceus Lojac., 1903                                                                              | Esistenza dubbia                                                 |
| C. micropterus (Borbás) Teyber, 1910                                                                      | C. nutans subsp. micropterus (Borbas) Hayek                      |
| C. rugulosus Guss.                                                                                        | C. acicularis Bertol.                                            |
| C. vivariensis Jord, 1846 subsp. australis Nyman, 1879                                                    | C. nigrescens subsp. australis (Nyman) Greuter                   |

## Ibridi italiani
Elenco di alcuni ibridi della flora spontanea italiana interspecifici e intragenerici.

### Ibridi interspecifici
- Carduus × aemilii Briq. & Cavillier in Burnat, 1931  – Ibrido fra : Carduus nigrescens e Carduus nutans
- Carduus × aestivalis Arènes, 1943 - Ibrido fra : Carduus acanthoides e Carduus nigrescens subsp. australis (Nyman) Greuter
- Carduus × albescens Rouy, 1905 - Ibrido fra : Carduus crispus e Carduus nigrescens subsp. vivariensis (Jord.) Bonnier & Layens
- Carduus × alleizettei Arènes, 1947 - Ibrido fra: Carduus pycnocephalus e Carduus nigrescens subsp. australis (Nyman) Greuter
- Carduus × brunneri Doll, 1859 – Ibrido fra : Carduus defloratus e Carduus nutans
- Carduus × conrathii Hayek, 1912 - Ibrido fra: Carduus personata e Carduus acanthoides L.
- Carduus × gillotii Rouy, 1905 - Ibrido fra : Carduus crispus e Carduus defloratus subsp. medius (Gouan) Bonnier
- Carduus × grassensis Briq. & Cavillier in Burnat, 1931 - Ibrido fra: Carduus tenuiflorus e Carduus acanthoides
- Carduus × grenieri Schultz-Bip. ex Nyman, 1879  – Ibrido fra : Carduus nutans e Carduus personata
- Carduus × leptocephalus Peterm., 1849 - Ibrido fra : Carduus crispus e Carduus acanthoides L.
- Carduus × lesurinus Rouy, 1905  – Ibrido fra : Carduus nutans e Carduus vivariensis
- Carduus × loretii Rouy, 1905  – Ibrido fra : Carduus medius e Carduus nutans
- Carduus × meratii Arènes, 1949 - Ibrido fra : Carduus crispus subsp. multiflorus e Carduus tenuiflorus Curtis
- Carduus × mixtus Corb., 1894  – Ibrido fra : Carduus nutans e Carduus tenuiflorus
- Carduus × moritzii Brugger, 1880  – Ibrido fra : Carduus crispus e Carduus defloratus
- Carduus × naegelii Brugger, 1880  – Ibrido fra : Carduus defloratus e Carduus personata
- Carduus × nuriae Sennen, 1913 - Ibrido fra : Carduus crispus e Carduus defloratus subsp. carlinfolius  (Lam.) Ces.
- Carduus × orthocephalus Wallroth, 1840  – Ibrido fra : Carduus acanthoides e Carduus nutans
- Carduus × personatiformis Rouy, 1905 - Ibrido fra : Carduus crispus subsp. multiflorus e Carduus personata (L.) Jacq.
- Carduus × puechii Coste, 1903  – Ibrido fra : Carduus nutans e Carduus vivariensis subsp. australis
- Carduus × pycnocephaliformis Arènes, 1943 - Ibrido fra: Carduus pycnocephalus e Carduus acicularis Bertol.
- Carduus × rouyii Guétrot, 1925 - Ibrido fra : Carduus crispus e Carduus nigrescens subsp. vivariensis (Jord.) Bonnier & Layens
- Carduus × schultzeanus Ruhmer in Eichl., 1881  – Ibrido fra : Carduus acanthoides e Carduus defloratus
- Carduus × sepincola Hausskn., 1894 - Ibrido fra : Carduus crispus e Carduus personata (L.) Jacq.
- Carduus × stangii Buek in Koch, 1844 subsp. killiasii (Brügger) Arènes, 1949 - Ibrido fra : Carduus crispus e Carduus nutans subsp. platylepis (Rchb. & Saut.) Nyman
- Carduus × stangii Buek in Koch, 1844 subsp. semiperegrinus (Aellen) Arènes, 1949 - Ibrido fra : Carduus crispus e Carduus nutans subsp. leiophyllus (Petrovič) Stoj. & Stef.
- Carduus × stangii Buek in Koch, 1844 subsp. stangii - Ibrido fra : Carduus crispus e Carduus nutans L.
- Carduus × theriotii Rouy, 1905 - Ibrido fra: Carduus pycnocephalus e Carduus tenuiflorus
- Carduus × vaillantii Arènes, 1949 – Ibrido fra: Carduus defloratus subsp. carlinifolius e Carduus vivariensis subsp. australis
- Carduus × verlotii Arènes, 1949 - Ibrido fra : Carduus acanthoides e Carduus aurosicus Vill.
- Carduus × veronensis Arènes, 1949  – Ibrido fra : Carduus nutans e Carduus pycnocephalus

### Ibridi intragenerici
- ×Carduocirsium borderei (Rouy) P. Fourn., 1940 – Ibrido fra : Carduus nutans e Cirsium monspessulanum
- ×Carduocirsium fani Sennen ex Guétrot, 1925 - Ibrido fra : Carduus crispus e Cirsium monspessulanum (L.) Hill
- ×Carduocirsium guetrotii Sennen in Guétrot, 1925 – Ibrido fra: Carduus defloratus subsp. carlinifolius e Cirsium monspessulanum.
- ×Carduocirsium khekkii P. Fourn., 1940 - Ibrido fra: Carduus personata e Cirsium heterophyllum (L.) Hill
- ×Carduocirsium parisiense (P. Fourn.) P. Fourn., 1940 – Ibrido fra : Carduus nutans e Cirsium vulgare
- ×Carduogalactites ludoviciae (C. Bertrand) P. Fourn., 1940 - Ibrido fra: Carduus pycnocephalus e Galactites tomentosa Moench

## Specie europee-mediterranee
Nell'areale europeo-mediterraneo oltre alle specie spontanee della flora italiana sono presenti le seguenti altre specie:
- Carduus acanthocephalus  C. A. Mey., 1831 - Distribuzione: Transcaucasia
- Carduus adpressus  C. A. Mey., 1831 - Distribuzione: Penisola Balcanica meridionale, Anatolia e Transcaucasia
- Carduus amanus  Rech. f., 1950 - Distribuzione: Anatolia
- Carduus argentatus  L., 1771 - Distribuzione: Grecia, Antatolia, Mediterraneo orientale e Africa mediterraneo-orientale
- Carduus asturicus  Franco, 1975 - Distribuzione: Penisola Iberica
- Carduus aurosicus  Chaix, 1785 - Distribuzione: Francia
- Carduus baeocephalus  Webb, 1841 - Distribuzione: Isole Canarie
- Carduus bourgaei  Kazmi, 1964 - Distribuzione: Isole Canarie
- Carduus candicans  Waldst. & Kit., 1801 - Distribuzione: Penisola Balcanica
- Carduus carlinoides  Gouan, 1773 - Distribuzione: Francia e Spagna
- Carduus carpetanus  Boiss. & Reut., 1842 - Distribuzione: Penisola Iberica
- Carduus chevallieri  L. Chevall., 1900 - Distribuzione: Algeria e Marocco
- Carduus clavulatus  Link, 1828 - Distribuzione: Isole Canarie
- Carduus euboicus  Franco, 1975 - Distribuzione: Grecia
- Carduus fissurae  Nyár., 1939 - Distribuzione: Romania
- Carduus getulus  Pomel, 1875 - Distribuzione: Africa mediterranea
- Carduus hamulosus  Ehrh., 1792 - Distribuzione: Europa orientale, Penisola Balcanica, Anatolia e Transcaucasia
- Carduus kerneri  Simonk., 1886 - Distribuzione: Europa orientale-meridionale e Penisola balcanica
- Carduus lanuginosus  Willd., 1803 - Distribuzione: Anatolia
- Carduus leptocladus  Durieu, 1845 - Distribuzione: Algeria e Marocco
- Carduus lusitanicus  Rouy, 1903 - Distribuzione: Penisola Iberica
- Carduus malyi  Greuter, 2005 - Distribuzione: Penisola balcanica nord-occidentale
- Carduus martinezii  Pau, 1924 - Distribuzione: Marocco
- Carduus meonanthus  Hoffmanns. & Link, 1825 - Distribuzione: Penisola Iberica
- Carduus myriacanthus  DC., 1838 - Distribuzione: Spagna, Algeria e Marocco
- Carduus nawaschinii  Bordz., 1831 - Distribuzione: Anatolia
- Carduus nervosus  K. Koch, 1843 - Distribuzione: Anatolia
- Carduus novorossicus  Portenier, 1997 - Distribuzione: Transcaucasia
- Carduus olympicus  Boiss., 1856 - Distribuzione: Anatolia
- Carduus onopordioides  M. Bieb., 1819 - Distribuzione: Anatolia e Transcaucasia
- Carduus poliochrus  Trautv., 1875 - Distribuzione: Transcaucasia
- Carduus ramosissimus  Pančić, 1875 - Distribuzione: Penisola Balcanica nord-occidentale
- Carduus rechingerianus  Kazmi, 1964 - Distribuzione: Anatolia
- Carduus rivasgodayanus  Devesa & Talavera, 1981 - Distribuzione: Spagna
- Carduus seminudus  Willd., 1803 - Distribuzione: Anatolia e Transcaucasia
- Carduus spachianus  Durieu, 1846 - Distribuzione: Africa mediterranea occidentale
- Carduus squarrosus  (DC.) Lowe, 1838 - Distribuzione: Madeira
- Carduus thracicus  (Velen.) Hayek, 1931 - Distribuzione: Bulgaria
- Carduus tmoleus  Boiss., 1844 - Distribuzione: Penisola Balcanica meridionale e Anatolia
- Carduus uncinatus  M. Bieb., 1819 - Distribuzione: Europa orientale

## Nomi obsoleti
Elenco di alcuni nomi obsoleti (o sinonimi) contenuti in alcune checklist della flora spontanea italiana. Accanto al nome obsoleto è indicata la fonte.
- Carduus alpestris Willd.[16] = Carduus carduelis  (L.) Gren.
- Carduus arctioides  (Scop.) Willd.[16] = Carduus carduelis  (L.) Gren.
- Carduus australis[17] = Carduus nigrescens subsp. australis
- Carduus brutius  Porta[16] = Carduus affinis  Guss. subsp. brutius (Porta) Kazmi
- Carduus carlinaefolius  Lam.[16] = Carduus carlinifolius  Lam. subsp. carlinifolius
- Carduus crassifolius  Willd.[16] = Carduus defloratus  L. subsp. crassifolius (Willd.) Hayek
- Carduus crassifolius  Willd. subsp. crassifolius[16] = Carduus defloratus  L. subsp. crassifolius (Willd.) Hayek
- Carduus defloratus  L. subsp. carlinifolius (Lam.) Ces.[16] = Carduus carlinifolius  Lam. subsp. carlinifolius
- Carduus defloratus  L. subsp. crassifolius (Willd.) Hayek[18] = Carduus defloratus subsp. summanus (Pollini) Arcang.
- Carduus leucographus L.[16] = Tyrimnus leucographus  (L.) Cass.
- Carduus defloratus  L. subsp. tridentinus (Evers) Ladurner[18] = Carduus defloratus subsp. rhaeticus (DC.) Murr
- Carduus macrocephalus[17] = Carduus nutans subsp. macrocephalus
- Carduus macrocephalus  Desf. subsp. inconstrictus (O. Schwarz) Kazmi[16] = Carduus nutans  L. subsp. inconstrictus O. Schwarz
- Carduus macrocephalus  Desf. subsp. macrocephalus[16] = Carduus nutans  L. subsp. macrocephalus (Desf.) Nyman
- Carduus macrocephalus  Desf. subsp. siculus Franco[16] = Carduus nutans  L. subsp. siculus (Franco) Greuter
- Carduus macrolepis  Peterm.[16] = Carduus nutans  L. subsp. macrolepis (Rchb. & Saut.) Nyman
- Carduus medius[17] = Carduus defloratus subsp. medius
- Carduus micropterus[17] = Carduus nutans subsp. micropterus
- Carduus rhaeticus  (DC.) A. Kern.[16] = Carduus defloratus  L. subsp. tridentinus (Evers) Ladurner
- Carduus thoermeri[17] = Carduus nutans subsp. leiophyllus
- Carduus vivariensis[17] = Carduus nigrescens subsp. vivariensis
- Carduus vivariensis subsp. australis[18] = Carduus nigrescens subsp. australis (Nyman) Greuter

## Visione sinottica del genere
Per meglio comprendere ed individuare le varie specie del genere (solamente per le specie spontanee della flora italiana) l'elenco seguente, tratto dalla ”Flora d'Italia” di Sandro Pignatti del 1982 e 2018 (2ª ed.) con relativi aggiornamenti, utilizza in parte il sistema delle chiavi analitiche (vengono cioè indicate solamente quelle caratteristiche utili a caratterizzare e distingue una specie dall'altra).
- 1A: il capolino ha un involucro a forma da emisferica a ovoide (non cilindrica);

- 2A: le brattee mediane dell'involucro presentano una strozzatura verso la metà;

Carduus chrysacanthus Ten. - Cardo appenninco: il fusto è alato con spine patenti e non è molto alto; le foglie sono pennatosette con spine gialle rigide; i capolini sono addensati all'apice del fusto; il colore dei fiori è violetto. L'altezza della pianta varia da 3 a 5 dm; il ciclo biologico è perenne; la forma biologica è emicriptofita scaposa (H scap); il tipo corologico è Endemico; l'habitat tipico sono i macereti su substrato calcareo; è una specie rara e in Italia è presente nel Meridione ad una altitudine compresa tra 1.600 e 2.400 m s.l.m..
Carduus nutans L. - Cardo rosso: i capolini sono reclinati ed hanno un involucro emisferico con squame strozzate nella parte mediana e ripiegate verso il basso; il diametro dei capolini, di colore rosso, arriva fino a 5 cm. L'altezza della pianta varia da 4 a 10 dm; il ciclo biologico è bienne; la forma biologica è emicriptofita bienne (H bienn); il tipo corologico è Ovest Europeo; l'habitat tipico sono gli incolti aridi e i prati soleggiati; è una specie comune e si trova ovunque in Italia fino ad una altitudine di 1.700 m s.l.m..
Carduus argyroa Biv. - Cardo argiroa: questo cardo possiede un fusto molto ramoso e con ampie ali; le squame sono diritte; tutta la pianta è munita di robuste spine; la corolla è rosea. L'altezza della pianta varia da 2 a 8 dm; il ciclo biologico è annuo; la forma biologica è terofita scaposa (T scap); il tipo corologico è Steno Mediterraneo; l'habitat tipico sono gli incolti aridi, i pascoli e le aree lungo le vie; è una specie comune e in Italia è presente soprattutto nelle isole fino ad una altitudine di 600 m s.l.m..
- 2B: le brattee mediane dell'involucro sono progressivamente ristrette dalla base all'apice (sono prive di strozzatura);

- 3A: il pappo è lungo 13 - 18 mm;

- 4A: le brattee dell'involucro sono oblique, patenti o riflesse con forme lanceolato-acuminate;

Carduus hamulosus Ehrh. - Cardo uncinato: questo cardo possiede un fusto con ampie ali; le squame sono progressivamente ristrette. L'altezza della pianta arriva fino a 10 dm; il ciclo biologico è bi-annuo; la forma biologica è emicriptofita bienne (H bienn); il tipo corologico è Est Europeo; l'habitat tipico sono gli incolti aridi; si trova nel Tirolo meridionale.
Carduus litigiosus Nocca & Balb. - Cardo controverso: le spine delle foglie sono robuste e lunghe fino a 30 mm, mentre quelle del fusto, all'altezza dell'infiorescenza, sono di colore purpureo; i capolini sono grandi fino a 4 cm. L'altezza della pianta varia da 3 a 15 dm; il ciclo biologico è bienne; la forma biologica è emicriptofita bienne (H bienn); il tipo corologico è Endemico Ligure-Provenzale (Orofita - Nord Ovest Mediterraneo); l'habitat tipico sono gli alvei fluviali, gli incolti e le siepi; è una specie rara e in Italia è presente solo al nord-est fino ad una altitudine di 1800 m s.l.m..
Carduus nigrescens Vill. - Cardo scuro: il fusto è eretto, ramoso e con ali larghe fino a 1,5 cm; le foglie sono molto spinose e hanno la forma pennatopartite (le incisioni raggiungono i 4/5 della lamina); i capolini sono solitari e grandi (fino a 5 cm). L'altezza della pianta varia da 4 a 10 dm; il ciclo biologico è bienne; la forma biologica è emicriptofita bienne (H bienn); il tipo corologico è Sud Ovest Europeo; l'habitat tipico sono i pascoli aridi, le pietraie e i sentieri su substrato calcareo; è una specie rara e si trova al nord dell'Italia fino a 1900 m s.l.m..
- Complesso di C. defloratus: piante montane con fusti non alati e capolino unico;

Carduus defloratus L. - Cardo dentellato: il fusto è ascendente e nella parte alta è privo di foglie e ali; le foglie sono generalmente glabre e appena dentate sui bordi con deboli spine; il capolino è isolato e nutante (oscillante); l'involucro è piriforme (a forma di fiamma) e le squame inferiori sono patenti e tutte sono mucronate. L'altezza della pianta varia da 3 a 5 dm; il ciclo biologico è perenne; la forma biologica è emicriptofita scaposa (H scap); il tipo corologico è Orofita Alpino-Carpatico; l'habitat tipico sono le rupi soleggiate, i pendii franosi e prati alpini; è una specie rara e in Italia è presente al nord-est ad una altitudine fino a 2.000 m s.l.m..
Carduus carlinifolius Lam. - Cardo alpino: le foglie hanno una consistenza coriacea e presentano delle robuste spine (10 mm); i fusti sono ramosi e fogliosi fino all'infiorescenza; i capolini sono nutanti (oscillanti); l'involucro si presenta con squame patenti. L'altezza della pianta varia da 1 a 6 dm; il ciclo biologico è perenne; la forma biologica è emicriptofita scaposa (H scap); il tipo corologico è Orofita Sud Ovest Europeo; l'habitat tipico sono i pascoli alpini e subalpini su substrato calcareo; è una specie rara e in Italia è presente sia sulle Alpi che sugli Appennini dai 1500 ai 2800 m s.l.m.
- 4B: le brattee dell'involucro sono appressate con forme lineari;

Carduus collinus W. & K. - Cardo collinare: le squame esterne sono brevi ed appressate all'involucro di forma ovoide; il fusto è ramoso ma semplice nella parte alta; le foglie sono profondamente incise. L'altezza della pianta varia da 3 a 10 dm; il ciclo biologico è bienne; la forma biologica è emicriptofita bienne (H bienn); il tipo corologico è Sud Est Europeo; l'habitat tipico sono gli incolti aridi, i pascoli e le aree lungo le vie; in Italia è una specie rara con distribuzione molto discontinua fino ad una altitudine di 1000 m s.l.m..
Carduus affinis Guss. - Cardo abruzzese: le squame dell'involucro sono più o meno tutte della stessa lunghezza e quelle esterne sono patenti; è una pianta perenne; i fusti sono fogliosi ed alati fino all'infiorescenza; le ali sono larghe fino a 1,5 cm e sono dotate di robuste spine; le foglie sono mediamente divise. L'altezza della pianta varia da 2 a 9 dm; il ciclo biologico è perenne; la forma biologica è emicriptofita scaposa (H scap); il tipo corologico è Endemico; l'habitat tipico sono i pascoli e i recinti per gli armenti; è una specie comune e in Italia è presente dal centro al sud ad una altitudine compresa tra 1500 e 2200 m s.l.m..
- 3B: il pappo è lungo 8 - 13 mm;

Carduus carduelis (L.) Gren - Cardo frizzolato: il fusto è abbastanza semplice nella parte alta (senza ali e foglie); le foglie sono quasi prive di spine e hanno delle incisioni fin quasi alla nervatura centrale; i capolini sono lungamente peduncolati e corimbosi. L'altezza della pianta varia da 3 a 12 dm; il ciclo biologico è perenne; la forma biologica è emicriptofita scaposa (H scap); il tipo corologico è Endemico / Sud Est Alpino / Dinarico (Sub Illirico); l'habitat tipico sono i prati montani regolarmente falciati e concimati e le radure boschive; è rara e si trova solo sulle Alpi dai 600 ai 2000 m s.l.m..
Carduus personata (L.) Jacq. - Cardo personata: il fusto è eretto e ramoso; le foglie sono ben sviluppate con lamina scarsamente spinulosa, quelle inferiori sono grandi (2 dm di larghezza, 4 dm di lunghezza). L'altezza della pianta varia da 5 a 15 dm; il ciclo biologico è perenne; la forma biologica è emicriptofita scaposa (H scap); il tipo corologico è Orofita – Sud Est Europeo; l'habitat tipico sono le radure umide, gli avvallamenti e i bordi dei ruscelli boschivi; è una specie rara e in Italia è presente al nord e al centro ad una altitudine compresa tra 500 e 1700 m s.l.m..
Carduus acanthoides L. - Cardo branca-orsina: il fusto è alato per tutta la sua lunghezza con spine robuste (5 – 8 mm); le foglie sono pennatopartite con segmenti spinosi; i capolini sono sessili, riuniti in gruppi di 2 – 4; le squame dell'involucro sono assottigliate nella parte terminale. L'altezza della pianta varia da 5 a 15 dm; il ciclo biologico è bienne; la forma biologica è emicriptofita bienne (H bienn); il tipo corologico è Europeo Caucasico; l'habitat tipico sono gli incolti e le zone ruderali; è una specie rara e in Italia è presente solo al nord fino ad una altitudine di 1100 m s.l.m..
Carduus crispus L. - Cardo crespo: le foglie sono dotate di spine deboli e piccole (1 – 2 mm) e sono verde - scuro nella pagina superiore e bianco - tomentoso in quella inferiore; il fusto è completamente alato e porta all'apice da 3 a 5 capolini sessili di 2 cm di diametro. L'altezza della pianta varia da 5 a 12 dm; il ciclo biologico è bienne; la forma biologica è emicriptofita bienne (H bienn); il tipo corologico è Eurosiberiano; l'habitat tipico sono le boscaglie umide, le rive, le zone ruderali e le siepi; è una specie rara e in Italia è presente solo al nord fino ad una altitudine di 1900 m s.l.m..
- 1B: il capolino ha un involucro a forma cilindrica;

- 5A: le brattee mediane dell'involucro sono larghe 0,5 - 1 mm;

Carduus corymbosus Guss. - Cardo corimboso: le squame si restringono progressivamente verso una punta acutissima; i fiori sono più grandi dell'involucro; la parte inferiore delle foglie è irsuta; il fusto è ramoso, ma ogni ramo porta una sola infiorescenza. È presente al sud e nelle isole a basse quote. L'altezza della pianta varia da 3 a 7 dm; il ciclo biologico è annuo; la forma biologica è terofita scaposa (T scap); il tipo corologico è Endemico; l'habitat tipico sono gli incolti aridi, le zone a macerie e le aree lungo le vie; è una specie comune e in Italia è presente soprattutto al sud fino ad una altitudine di 600 m s.l.m..
Carduus acicularis Bertol.. - Cardo con squame aghiformi: la parte inferiore delle squame è allargata, mentre quella terminale è lunga e appuntita; i fiori sono più piccoli dell'involucro che si trova su un lungo peduncolo senza ali; la parte inferiore delle foglie si presenta bianco - tomentosa. L'altezza della pianta varia da 3 a 6 dm; il ciclo biologico è annuo; la forma biologica è terofita scaposa (T scap); il tipo corologico è Nord Mediterraneo; l'habitat tipico sono gli incolti aridi, gli alvei dei fiumi e le aree lungo le vie; è una specie rara e in Italia è presente soprattutto al centro e al sud fino ad una altitudine di 800 m s.l.m..
- 5B: le brattee mediane dell'involucro sono larghe 1,5 - 3 mm;

- 6A: l'infiorescenza si compone di 5 - 20 capolini;

- Complesso di C. cephalanthus: l'areale delle piante è tirreniano; i fusti hanno delle strette ali;

Carduus cephalanthus Viv. - Cardo agglomerato: il pappo, lungo fino a 12 mm, è più piccolo della corolla di colore rosso; le squame sul ventre sono ragnatelose o lanose; il fusto è molto ramoso, bianco – tomentoso e con ali evidenti e robuste spine (3 – 5 mm); le foglie sono completamente divise in spine robuste e sono di consistenza coriacea; i capolino sono densamente agglomerati (fino a 20). L'altezza della pianta varia da 3 a 12 dm; il ciclo biologico è bienne (annuo); la forma biologica è emicriptofita bienne (H bienn) (terofita scaposa); il tipo corologico è Subendemico; l'habitat tipico sono gli incolti, le siepi e le zone ruderali; è una pianta rara e si trova soprattutto nelle isole fino ad una altitudine di 800 m s.l.m..
Carduus fasciculiflorus Viv. - Cardo sardo-corso: il pappo, lungo fino a 17 mm, è più lungo della corolla di colore bianco; le squame sono glabre; le foglie possono essere a volte glabre e a volte pubescenti e sono profondamente dentate; il fusto è ramosissimo con ali molto larghe; l'infiorescenza si presenta in modo denso nella parte terminale. L'altezza della pianta varia da 3 a 8 dm; il ciclo biologico è bienne (annuo); la forma biologica è emicriptofita bienne (H bienn) (terofita scaposa); il tipo corologico è Endemico; l'habitat tipico sono gli incolti, le siepi e le zone ruderali; è una pianta rara e si trova solo in Sardegna e Corsica fino ad una altitudine di 800 m s.l.m..
- 6B: l'infiorescenza si compone di 2 - 5 capolini;

Carduus pycnocephalus L. - Cardo saettone: le squame mediane sul bordo sono fittamente cigliate, mentre sul dorso sono sparsamente ragnatelose; il fusto è eretto e ramoso; l'infiorescenza è corimbosa composta da capolini più lunghi che larghi. È comune in tutta l'Italia. L'altezza della pianta varia da 2 a 6 dm; il ciclo biologico è annuo; la forma biologica è terofita scaposa (T scap); il tipo corologico è (Euri-)Mediterraneo - Turanico; l'habitat tipico sono i bordi lungo le vie; è una specie comune e la distribuzione in Italia è continua su tutto il territorio fino ad una altitudine di 1000 m s.l.m..
Carduus tenuiflorus Curtis - Cardo minore: le squame mediane sul bordo sono glabre, mentre sul dorso sono sparsamente ragnatelose; il fusto è eretto, ramoso ed alato; l'infiorescenza è corimbosa composta da diversi capolini (fino a 12). L'altezza della pianta varia da 2 a 7 dm; il ciclo biologico è annuo/bienne; la forma biologica è terofita scaposa (T scap)/emicriptofita bienne (H bienn); il tipo corologico è Ovest Europeo (Subatlantico); l'habitat tipico sono gli incolti aridi; è una pianta rara con distribuzione discontinua fino ad una altitudine di 800 m s.l.m..
Carduus sardous DC. - Cardo di Sardegna: le squame esterne sono gradatamente attenuate all'apice e terminano in una punta allungata. L'altezza della pianta varia da 2 a 7 dm; il ciclo biologico è annuo/bienne; la forma biologica è emicriptofita bienne (H bienn); il tipo corologico è Endemico; l'habitat tipico sono i prati incolti; è una pianta rara con distribuzione discontinua fino ad una altitudine di 800 m s.l.m..

## Zona alpina
Delle due dozzine di specie spontanee della flora italiana la metà vivono sull'arco alpino. La tabella seguente mette in evidenza alcuni dati relativi all'habitat, al substrato e alla distribuzione delle specie alpine.
| Specie | Comunità vegetali | Piani vegetazionali         | Substrato  | pH     | Livello trofico | H2O   | Ambiente       | Zona alpina                       |
| --- | ----------------- | --------------------------- | ---------- | ------ | --------------- | ----- | -------------- | --------------------------------- |
| Carduus acanthoides | 5                 | collinare                   | Ca - Si    | basico | alto            | secco | B2 B4          | TN BZ VI UD                       |
| Carduus carduelis | 11                | subalpino montano           | Ca – Ca/Si | basico | medio           | medio | B6 F3 F7 G2    | BS TN BL VC PN UD                 |
| C. collinus subsp. cylindricus | 9                 | collinare                   | Ca – Ca/Si | basico | medio           | secco | B1 B2          | UD                                |
| Carduus crispus | 5                 | montano collinare           | Ca - Si    | neutro | alto            | medio | B2 B5 G2       | TO SO TN BZ                       |
| C. defloratus subsp. carlinifolius | 10                | subalpino montano           | Ca         | basico | medio           | secco | B6 C2 C3 F2 F5 | IM SV CN TO                       |
| C. defloratus subsp. defloratus | 10                | alpino subalpino montano    | Ca – Ca/Si | basico | medio           | secco | B6 C2 C3 C4 F5 | CN TO AO VC NO SO BZ              |
| C. defloratus subsp. summanus | 10                | subalpino montano           | Ca         | basico | medio           | secco | C2 C3 F5 I1    | NO BZ BL TN UD                    |
| C. defloratus subsp. rhaeticus | 10                | subalpino montano collinare | Si         | basico | medio           | secco | B6 C2 C3 F2 F5 | Alpi centro-orientali             |
| Carduus litigiosus | 5                 | montano collinare           | Ca - Si    | basico | medio           | arido | B1 B2 B5 F2 G3 | IM SV CN TO                       |
| C. nigrescens subsp. australis | 5                 | montano collinare           | Ca         | basico | alto            | arido | B1 B2          | TO                                |
| C. nigrescens subsp. nigrescens | 5                 | montano collinare           | Ca         | basico | alto            | arido | B1 B2          | AO ? TO ?                         |
| C. nutans subsp. alpicola | 5                 | subalpino                   | Ca - Ca/Si | basico | alto            | secco | B2 B4          | CN                                |
| C. nutans subsp. nutans | 5                 | montano collinare           | Ca - Ca/Si | basico | alto            | secco | B2             | tutto l'arco alpino (escl. VA CO) |
| C. nutans subsp. platylepiss | 5                 | montano collinare           | Ca - Si    | neutro | alto            | secco | B2             | SO TN BZ VI BL                    |
| C. personata subsp. personata | 11                | subalpino montano           | Ca – Ca/Si | basico | alto            | umido | D2 F3 G2       | tutto l'arco alpino (escl. VA VC) |
| Carduus pycnocephalus | 2                 | collinare                   | Ca – Ca/Si | basico | alto            | arido | B2             | TO NO BG SO BSVR VI TN            |
| Carduus tenuiflorus | 2                 | collinare                   | Ca - Si    | neutro | alto            | arido | B2             | CN                                |
| Legenda e note alla tabella. Substrato con “Ca/Si” si intendono rocce di carattere intermedio (calcari silicei e simili); vengono prese in considerazione solo le zone alpine del territorio italiano (sono indicate le sigle delle province). Comunità vegetali: 2 = comunità terofitiche pioniere nitrofile; 5 = comunità perenni nitrofile; 9 = comunità a emicriptofite e camefite delle praterie rase magre secche; 10 = comunità delle praterie rase dei piani subalpino e alpino con dominanza di emicriptofite; 11 = comunità delle macro- e megaforbie terrestri Ambienti: B1 = campi, colture e incolti; B2 = ambienti ruderali, scarpate; B3 = siepi e margini dei boschi; B4 = riposi del bestiame; B5 = rive, vicinanze corsi d'acqua; B6 = tagli rasi forestali, schiarite, strade forestali ; C1 = ambienti sabbiosi, affioramenti rocciosi; C2 = rupi, muri e ripari sotto roccia; C4 = campi solcati; C5 = cave di ghiaia e pietra; D2 = bordi dei ruscelli; F2 = praterie rase, prati e pascoli dal piano collinare al subalpino; F3 = prati e pascoli mesofili e igrofili; F5 = praterie rase subalpine e alpine; F7 = margini erbacei dei boschi; G2 = praterie rase dal piano collinare a quello alpino; G3 = macchie basse; I1 = boschi di conifere |                   |                             |            |        |                 |       |                |                                   |

## Alcune specie

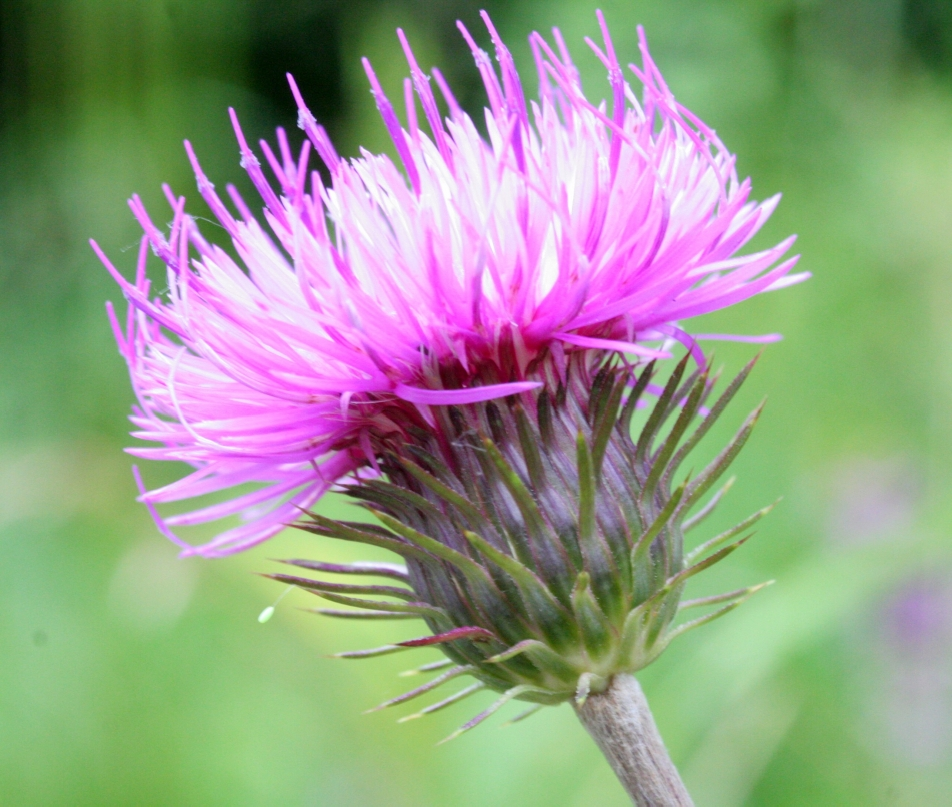
Carduus defloratus
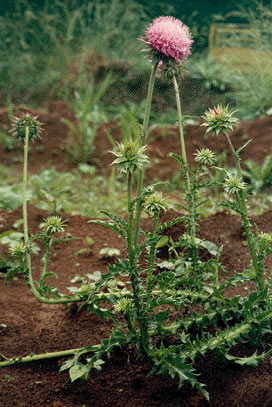
Carduus nutans
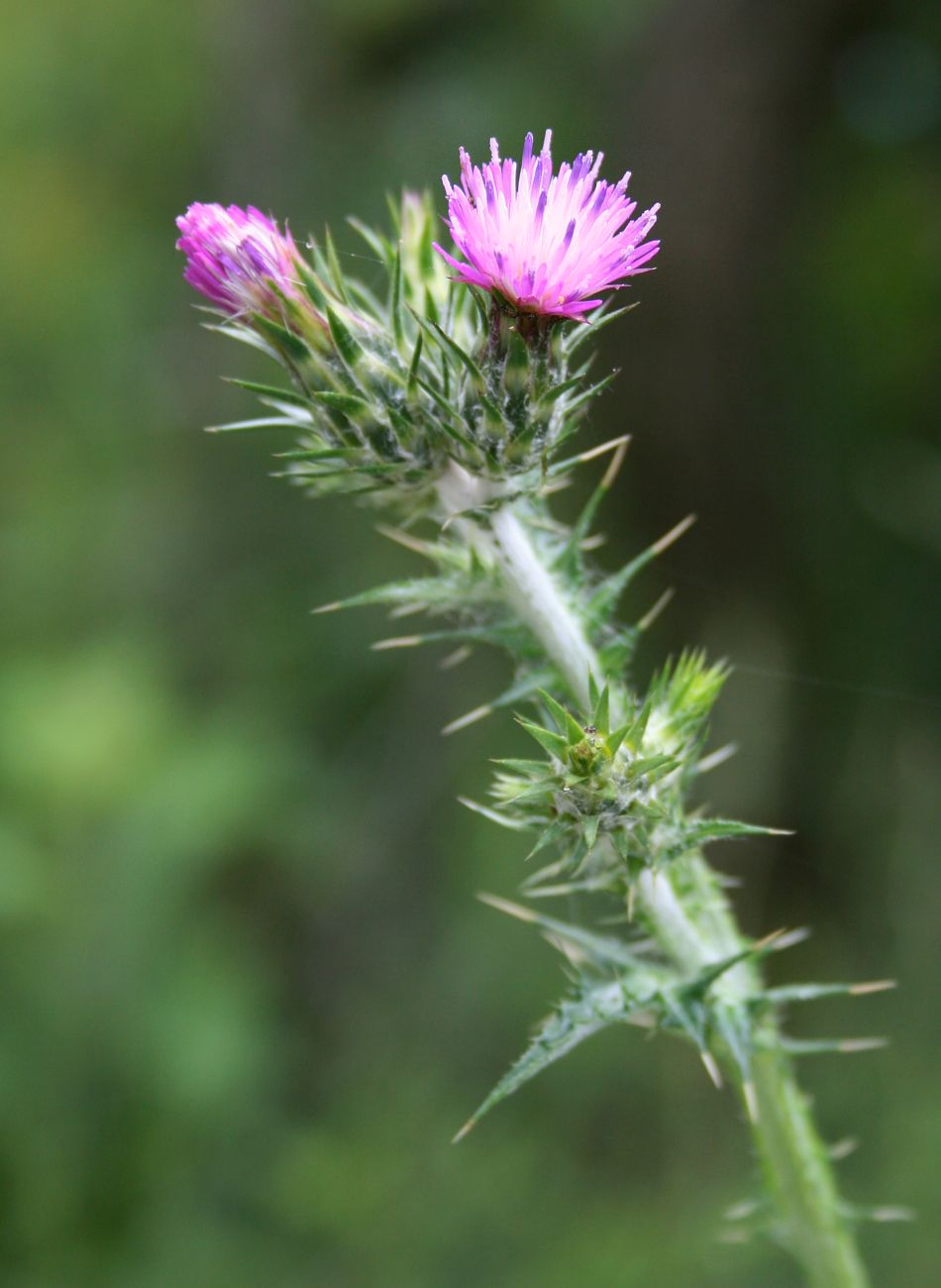
Carduus pycnocephalus
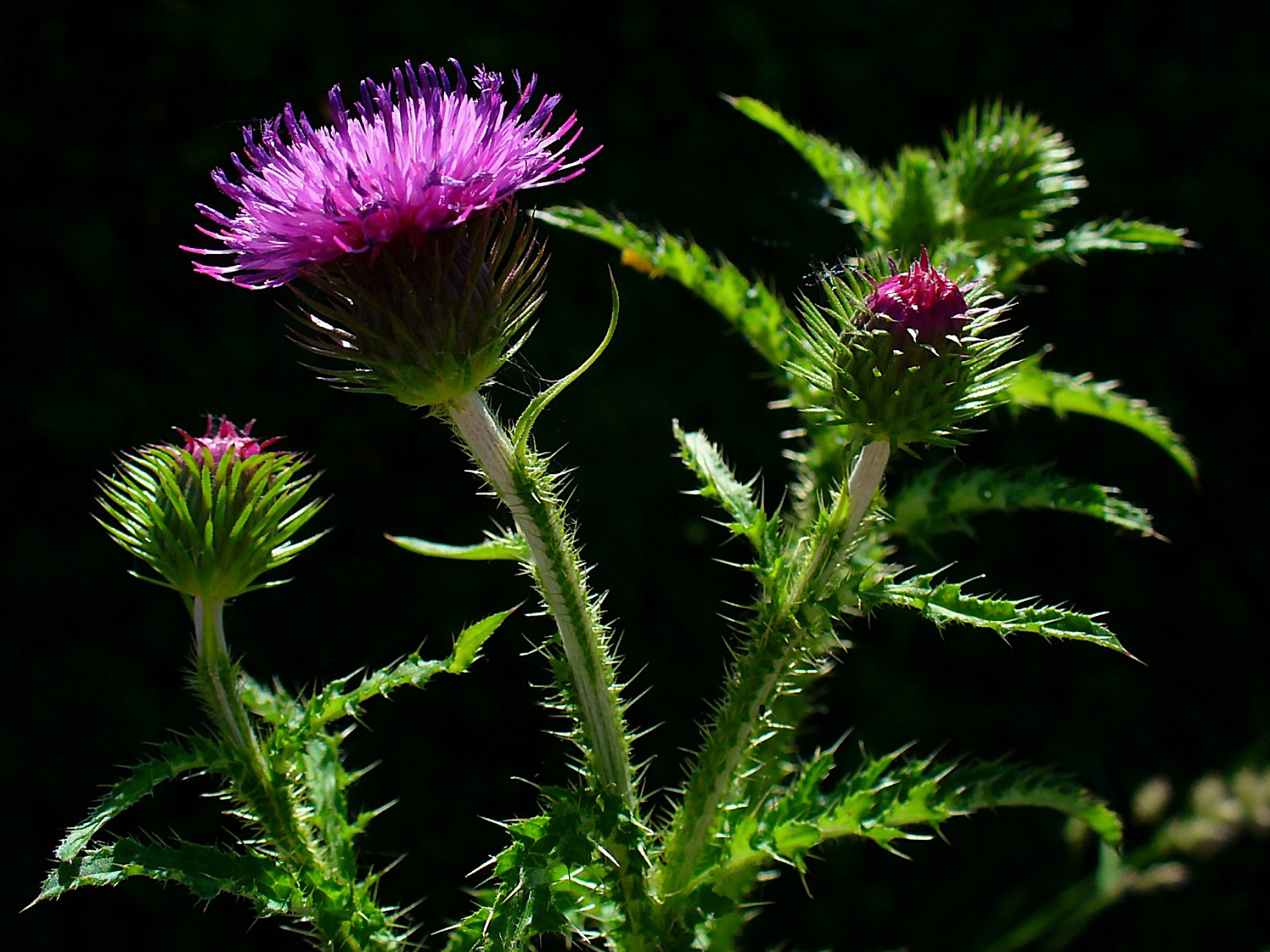
Carduus crispus
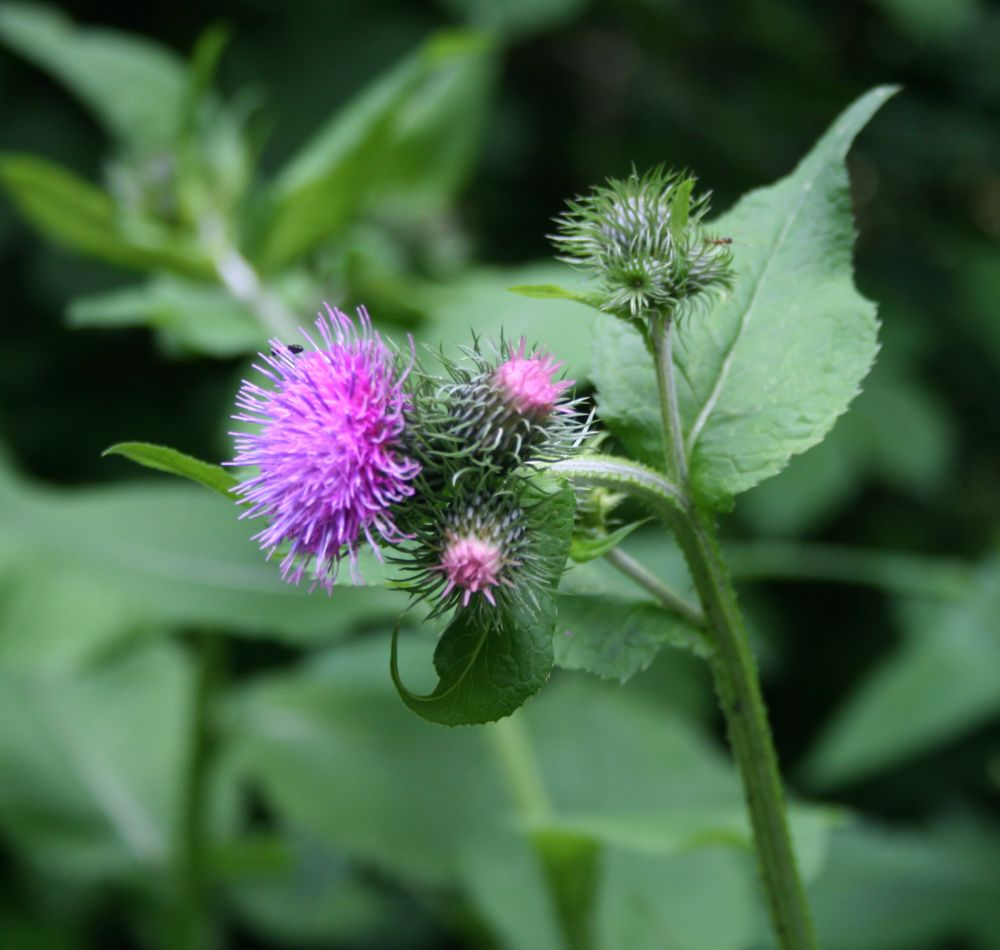
Carduus personata
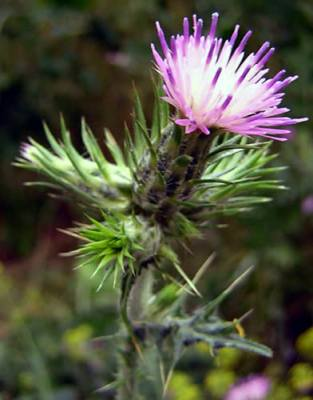
Carduus tenuiflorus
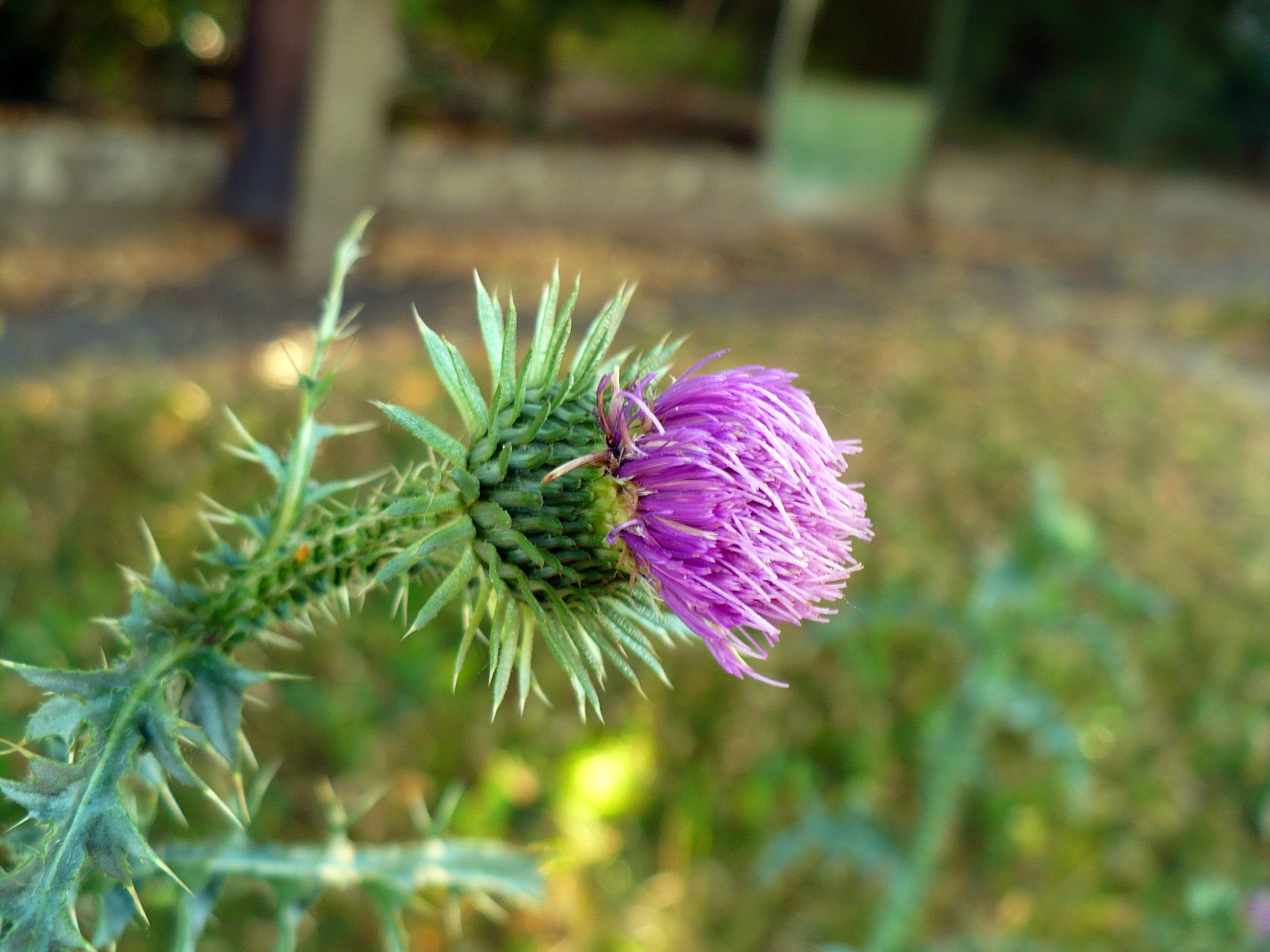
Carduus acanthoides